# 春川あし広
春川 あし広（はるかわ あしひろ、生没年不詳）とは、江戸時代の大坂の浮世絵師。

## 来歴
師系・経歴不明。大坂の人。天保9年（1838年）に役者絵を残している。

## 作品
- 「早野勘平･市川森之助」　大判錦絵　池田文庫所蔵　※「おぼろ夜や　いたらぬ芸の　さぐり足　当升」の句あり。天保9年1 - 2月頃、大坂若太夫芝居『義士の書添』より